# 王多輔

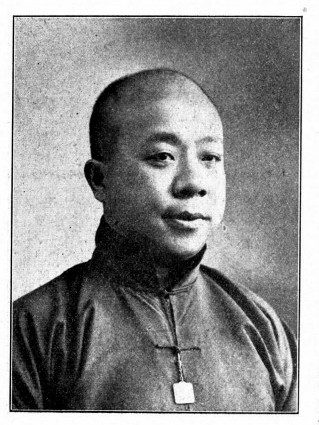
《民国之精华》中的王多輔照片

王多輔（1876年？—？）字悳溥，安徽省太平縣人，清朝及中华民国教育家，中華民國政治人物。

## 生平
王多輔年及弱冠，隨父親到中國各省游歷，共18年，足跡幾乎遍及中國各地。23歲時，王多輔以縣試第一名入庠。24歲時，以省試第一名入安徽大學堂。27歲時，以校試第一名入京師大學堂優級師範科第三類，學習物理、化學、數學。31歲畢業，獲得優等。32歲時，出任寧國府中學監督，旋即兼充皖江中學監督。34歲時，改任皖江師範學堂監督，中央教育會會員。
民國元年（1912年），王多輔出任寧廣八屬教育特派員。民國二年（1913年）一月，當選為中華民國第一屆國會眾議院議員，隸屬進步黨。1914年國會解散後，王多輔出任安徽省立第一師範學校教務主任，兼物理化學教員。民國三年（1914年）六月，創辦安徽省立第四師範學校，並擔任校長。1916年國會恢復後，王多輔回到北京，繼續擔任眾議院議員。